# Breviacantha gisleni
Genre
Espèce
Breviacantha gisleni, unique représentant du genre Breviacantha, est une espèce d'opilions laniatores de la famille des Triaenonychidae.

## Distribution
Cette espèce est endémique d'Australie.

## Étymologie
Cette espèce est nommée en l'honneur de Torsten Richard Emanuel Gislén (1893-1954).

## Publication originale
- Kauri, 1954 : « Report from Professor T. Gislén's expedition to Australia in 1951–1952. 9. Harvest-spiders from S. W. Australia. » Lunds Universitets Årsskrift, vol. 50, p. 3–10.